# Parella
Parella (Parela in piemontese) è un comune italiano di 414 abitanti della città metropolitana di Torino in Piemonte.
Fa parte del territorio del Canavese e il castello che ospita è inserito nel circuito dei castelli canavesani.

## Monumenti e luoghi d'interesse
- La vecchia cartiera

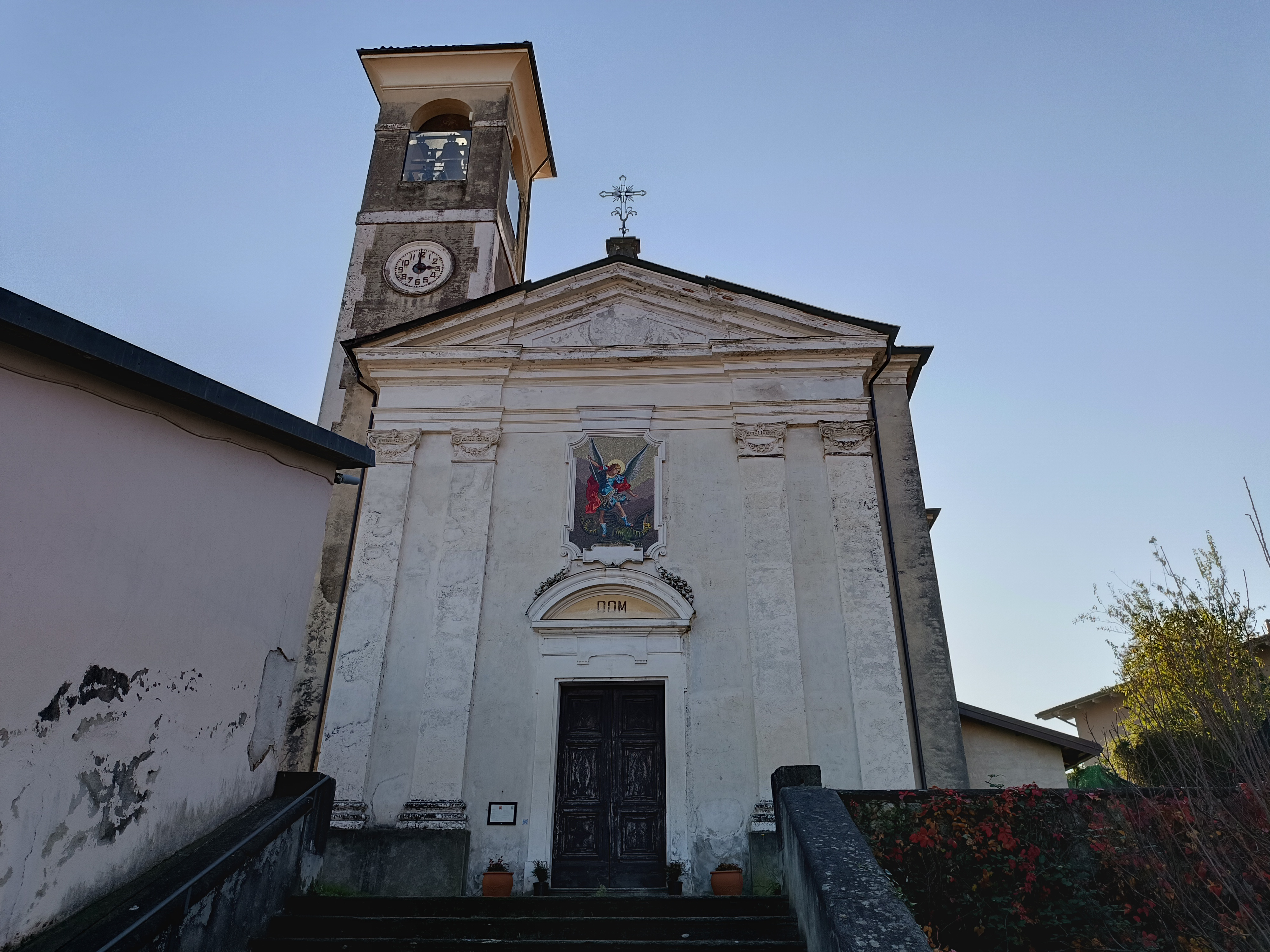
Chiesa S.Michele Arcangelo

- Il castello di Parella: edificato nel XVII secolo sui resti di una precedente struttura medievale, si articola su tre livelli ed è arricchito da un pregevole giardino. Al suo interno interessanti sale affrescate
- La torre trecentesca: appartenente all'antico maniero dei San Martino di Parella (distrutto forse ai tempi della rivolta rivolta dei Tuchini nel XIV secolo): è costruita con conci di pietra alternati a fasce di mattoni e culmina in alto con l'apparato delle caditoie sorrette da archetti pensili in laterizio
- La chiesa parrocchiale di San Michele Arcangelo (XIX secolo)
- La cappella del Rosario (XVI secolo)
- Villa Barattia e Villino Barattia

## Società

### Evoluzione demografica
Abitanti censiti

## Amministrazione
Durante il fascismo, con regio decreto del 28 febbraio 1929, i comuni di Loranzè, Colleretto Giacosa, Parella, Quagliuzzo e Strambinello vennero fusi in un unico comune denominato Pedanea. Nel dopoguerra, il 23 agosto 1947, i cinque comuni recuperarono la propria autonomia.
Di seguito è presentata una tabella relativa alle amministrazioni che si sono succedute in questo comune.
| Periodo           | Periodo           | Primo cittadino       | Partito                             | Carica      | Note  |
| ----------------- | ----------------- | --------------------- | ----------------------------------- | ----------- | ----- |
| 15 luglio 1985    | 26 maggio 1990    | Luigi Ferretti        | lista civica                        | Sindaco     | [ 6 ] |
| 26 maggio 1990    | 3 maggio 1993     | Luigi Ferretti        | lista civica                        | Sindaco     | [ 6 ] |
| 13 maggio 1993    | 24 aprile 1995    | Paolo Amosso Gaspare  | lista civica                        | Sindaco     | [ 6 ] |
| 24 aprile 1995    | 14 giugno 1999    | Paolo Amosso Gaspare  | tendenti partito popolare italiano  | Sindaco     | [ 6 ] |
| 14 giugno 1999    | 14 giugno 2004    | Roberto Comitini      | -                                   | Sindaco     | [ 6 ] |
| 16 giugno 2004    | 5 aprile 2005     | Francesco Garsia      |                                     | Comm. pref. | [ 6 ] |
| 5 aprile 2005     | 30 marzo 2010     | Roberto Comitini      | lista civica                        | Sindaco     | [ 6 ] |
| 30 marzo 2010     | 1º giugno 2015    | Roberto Comitini      | lista civica                        | Sindaco     | [ 6 ] |
| 1º giugno 2015    | 22 settembre 2020 | Marco Bollettino      | lista civica Una scelta per Parella | Sindaco     | [ 6 ] |
| 22 settembre 2020 | in carica         | Roberto Antonio Balma | lista civica Noi per Parella        | Sindaco     | [ 6 ] |